# Carlos Linares
Carlos Alberto Linares (Comodoro Rivadavia, 3 de octubre de 1961) es un político argentino del Partido Justicialista, que se desempeña como senador nacional de la provincia del Chubut desde 2021.

## Biografía
Nacido en Comodoro Rivadavia en 1961, se desempeñó como comerciante, actividad de su familia. En política, militó desde joven en el Partido Justicialista (PJ).
En 2011 fue elegido viceintendente de Comodoro Rivadavia, acompañando a Néstor Di Pierro, y en las elecciones de 2015, fue elegido al frente de la municipalidad como candidato del Frente para la Victoria. Durante su gestión, la ciudad sufrió de una crisis climática con consecuencias en la infraestructura y viviendas. Su viceintendente, Juan Pablo Luque, lo sucedió en el cargo en 2019.
En las elecciones provinciales de 2019, fue candidato a gobernador de Chubut por la alianza Frente Patriótico Chubutense. Acompañado por Claudia Bard, la lista obtuvo el primer lugar en las primarias con el 33% de los votos (ganando también la interna peronista), pero quedó en segundo lugar en las generales por la fórmula de Chubut al Frente encabezada por el gobernador Mariano Arcioni, quien logró su reelección.
En noviembre de 2020 fue elegido presidente del Partido Justicialista de la provincia del Chubut.
En las elecciones legislativas de 2021, fue candidato a senador nacional por Chubut, encabezando la lista del Frente de Todos. Acompañado por Florencia Papaiani, la fórmula quedó en segundo lugar y solo Linares pudo ser elegido al Senado, con mandato hasta 2027.